# Grant-Lee Phillips
Grant Lee Phillips est un musicien américain de folk rock, né le 1er septembre 1963 à Stockton en Californie.

## Biographie
Il fut le leader et chanteur du groupe Grant Lee Buffalo, qu'il a fondé en 1991 à Los Angeles avec deux autres musiciens, Paul Kimble à la basse et Joey Peters à la batterie.
Grant Lee Phillips décide de poursuivre sa carrière en solo en 1999 et le groupe est dissous. Il fait des apparitions dans la série américaine Gilmore Girls en tant que troubadour de la ville de Stars Hallow à partir de la saison 1 jusqu'à la fin de la série.
En 2020, Grant-Lee Phillips, installé à Nashville, signe un dixième album d'influence folk rock, "Lightning, Show Us Your Stuff".

## Discographie

### Albums
- Ladies Love Oracle (2000, Yep Roc Records)
- Mobilize (2001, Zoë Records)
- Virginia Creeper (2004, Zoë Records)
- Nineteeneighties (2006, Zoë Records)
- Strangelet (2007, Rounder Records)
- Little Moon (2009, Yep Roc Records)
- Walking In The Green Corn (2012, Magnetic Field Recordings)
- The Narrows (2016, Yep Roc)
- Widdershins (2018, Yep Roc)
- Lightning, Show Us Your Stuff (2020, Yep Roc)

Apparition sur l'album "The lost art of the idle moment" de Carmen Rizzo - Titre "As the day breaks" -  2006
Chante en duo sur l'album "Can't Go Back" (2012) de Tanita Tikaram sur les chansons 01 - All Things To You et 06 - Keep it real.